# 레소토사우루스

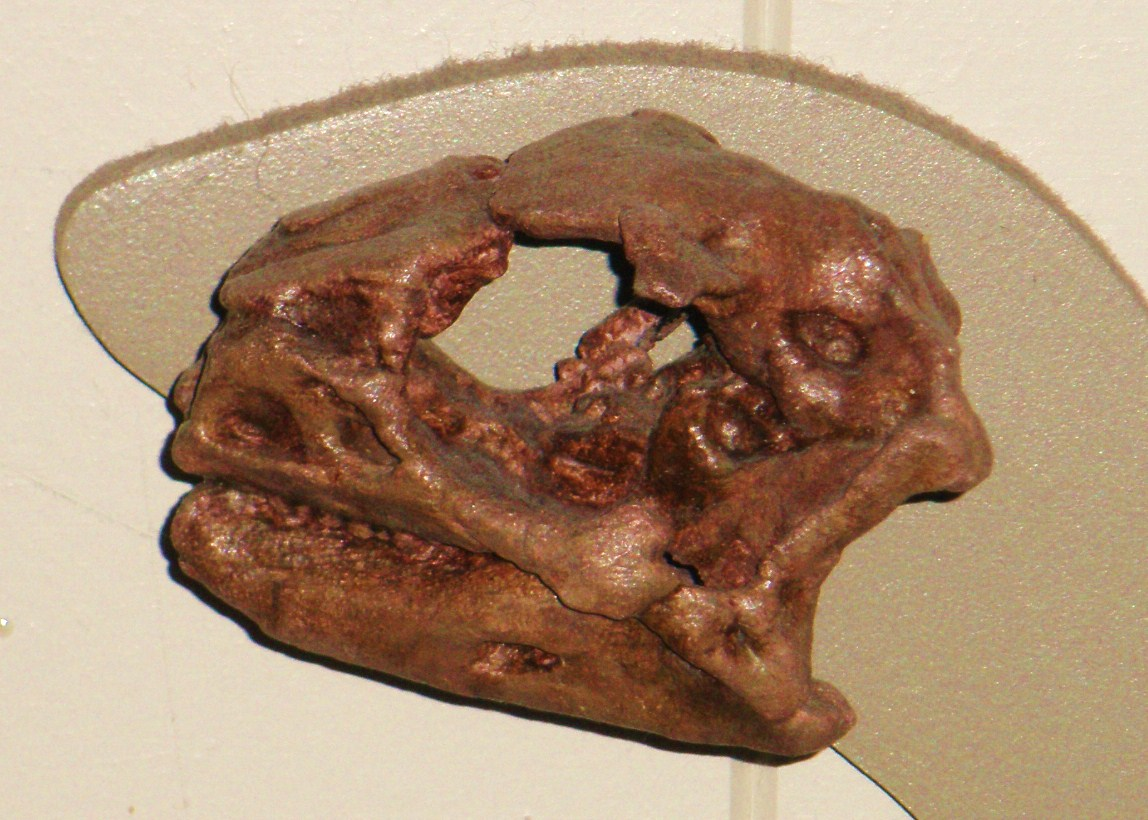
화석

레소토사우루스(Lesothosaurus)는 남아프리카 공화국과 레소토가 기원이 되는 잡식성 조반목 공룡의 속이다. 이 이름은 1978년 고생물학자 피터 갤튼이 지은 것으로, 이 이름의 의미는 레소토의 도마뱀이다. 이 속에 속하는 유일한 종은 Lesothosaurus diagnosticus이다.

## 개요

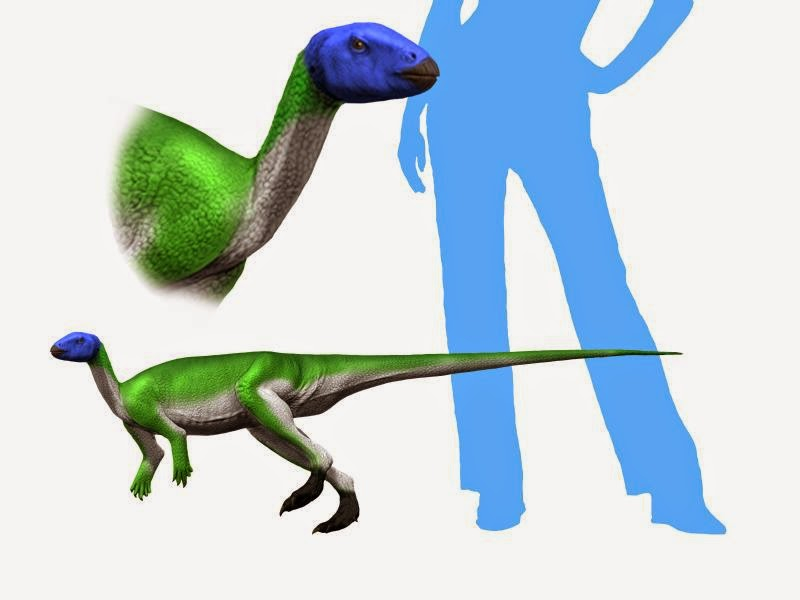
인간과의 크기 비교

레소토사우루스는 2 미터 (6.6 ft) 길이의 이족보행형 잡식 동물이다. 최초의 조반목 가운데 하나였다. 길고 가는 다리, 적절히 잡지 못하는 손을 지닌 작은 팔, 가는 꼬리 모두 빠른 주자였음을 알려준다. 모든 조반류처럼 레소토사우루스의 위턱뼈와 아래턱뼈의 끝은 뿔 모양이며 부리같은 구조를 형성한다. 부리 뒷쪽에는 잎 모양의 이빨이 턱에 놓여있으며 윗턱 앞쪽 주변에는 12개의 송곳니 같은 이빨이 위치한다. 이러한 이빨의 분석에 따르면 레소토사우루스는 부리로 음식을 분쇄시켜야 했으며 음식을 씹지는 못했다.
레소토사우루스의 작은 두개골은 짧고 평평했으며 커다란 안와가 있다.

### 참고 문헌
- P. M. Galton. 1978. Fabrosauridae, the basal family of ornithischian dinosaurs (Reptilia: Ornithischia). Paläontologische Zeitschrift 52(1/2):138-159
- Butler, R.J., 2005. "The 'fabrosaurid' ornithischian dinosaurs of the Upper Elliot Formation (Lower Jurassic) of South Africa and Lesotho." Zoological Journal of the Linnean Society 145: 175-218.